# Thesium juncifolium
Thesium juncifolium är en sandelträdsväxtart som beskrevs av A. Dc.. Thesium juncifolium ingår i släktet spindelörter, och familjen sandelträdsväxter. Inga underarter finns listade i Catalogue of Life.